# Scorn
Gli Scorn sono stati un gruppo musicale inglese, formatosi nel 1991 e scioltosi nel 2011.

## Storia degli Scorn
Nascono dall'iniziativa di Mick Harris e Nicholas James Bullen, ex membri fondatori dello storico gruppo grindcore Napalm Death di Birmingham. La proposta musicale del duo è una sorta di dub con influenze industrial metal, non troppo dissimile a quella dei Godflesh di Justin Broadrick, anch'egli ex membro dei Napalm Death.
L'esordio avvenne nel 1992 con Vae Solis, album accolto positivamente dalla critica. Dopo i primi tre dischi, Bullen abbandona il gruppo, lasciando Harris libero di addentrarsi maggiormente nei meandri di un suono sempre più greve e cupo, abbandonando progressivamente la componente più rock e tornando nuovamente al dub. È su questa linea che pubblica nel 1994, prima Colossus, poi Evanescence, inaugurando così una formula che mescola il duo sperimentato nelle precedenti collaborazioni con Bill Laswell alla musica ambientale di matrice post-industriale.

## Formazione
- Mick Harris - batteria, voce
- Nicholas James Bullen - basso (presente fino a Ellipsis)

## Discografia

### Album
- 1992 - Vae Solis - (Earache)
- 1994 - Colossus - (Earache)
- 1994 - Evanescence - (Earache)
- 1995 - Gyral - (Earache)
- 1995 - Ellipsis - (Earache) (raccolta di remix)
- 1996 - Logghi Barogghi - (Earache)
- 1997 - Zander - (Invisible Records)
- 1997 - Whine - (Invisible Records) (Live)
- 1999 - Anamnesis - Rarities 1994-1998 - (Invisible Records) (Raccolta)
- 2000 - Greetings From Birmingham - (Hymen)
- 2002 - Plan B - (Hymen)
- 2002 - List Of Takers - (Vivo Records) (Live)
- 2007 - Stealth - (Ohm Resistance)
- 2010 - Refuse; Start Fires - (Ohm Resistance)

### EP
- 1997 - White Irises Blind - (Earache)
- 2000 - Imaginaria Award - (Hymen)
- 2002 - Governor - (Hymen)

### Singoli
- 1992 - Lick Forever Dog - (Earache), Combat
- 1992 - Deliverance - (Earache)
- 1993 - Lament - (Dying Earth Europe, Aquese)
- 1994 - Silver Rain Fell - (Earache)
- 1995 - Stairway - (Earache)
- 1996 - Leave It Out - (Possible)